# ماهیچه نیم‌غشایی
ماهیچه نیم‌غشایی (انگلیسی: Semimembranosus muscle) زیر ماهیچه نیم‌وتری است و از برجستگی نشیمنگاهی شروع شده و به موازات ماهیچه نیم‌وتری در سطح خلفی داخلی ران به طرف پایین کشیده شده است. ماهیچه نیم‌غشایی در انتهای تحتانی روی کندیل داخلی استخوان درشت‌نی چسبندگی پیدا می‌کند.
خاستگاه آن برجستگی ورکی؛ پیوندگاهش کندیل میانی استخوان درشت‌نی است.
کارکرد آن: منشأ به عضله نیم‌وتری است ولی عضله قدرتمندتری است و نقش مهمی در پیاده‌روی دارد، عمدتاً مسئول جابجایی عمودی ساق پا از روی زمین است.

## نگارخانه

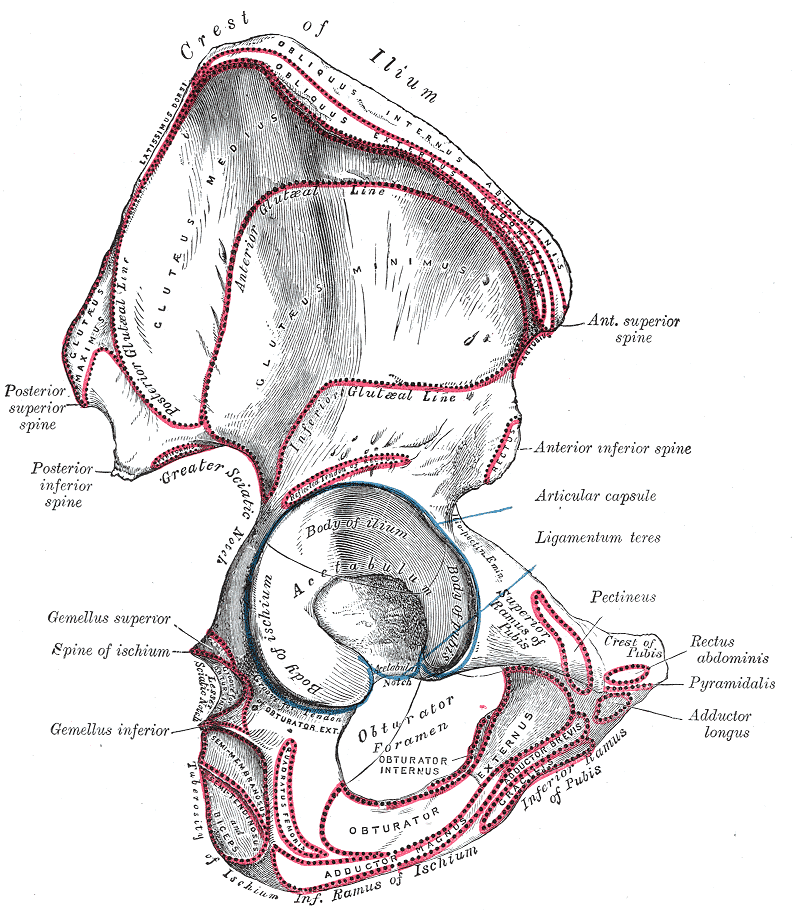
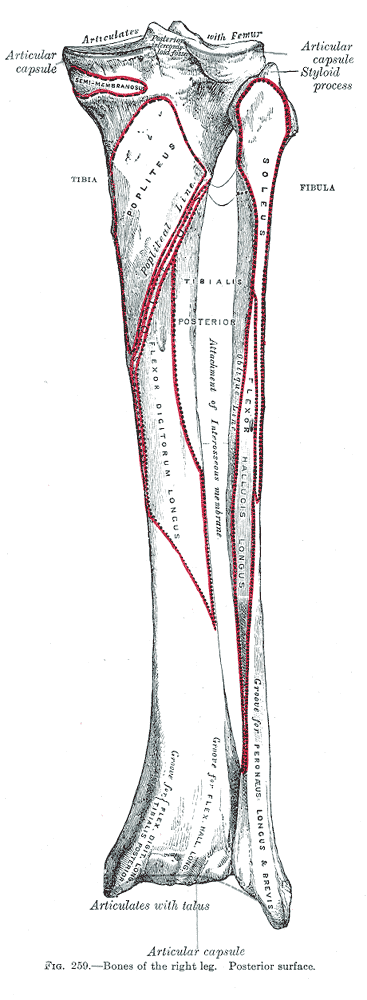
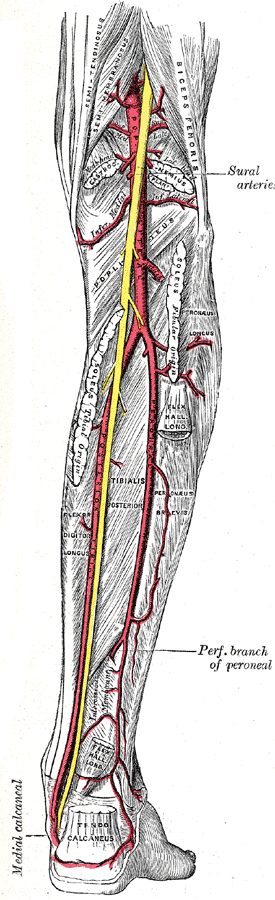
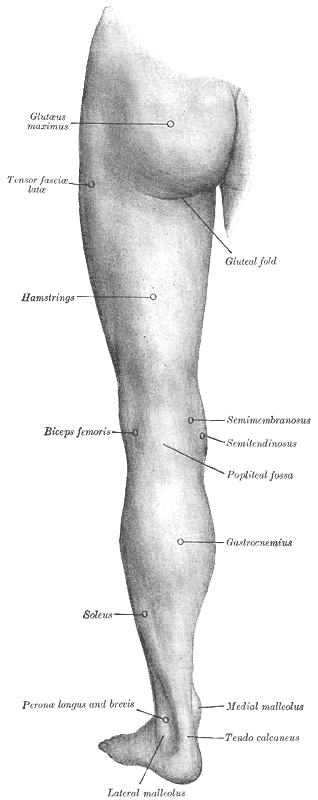
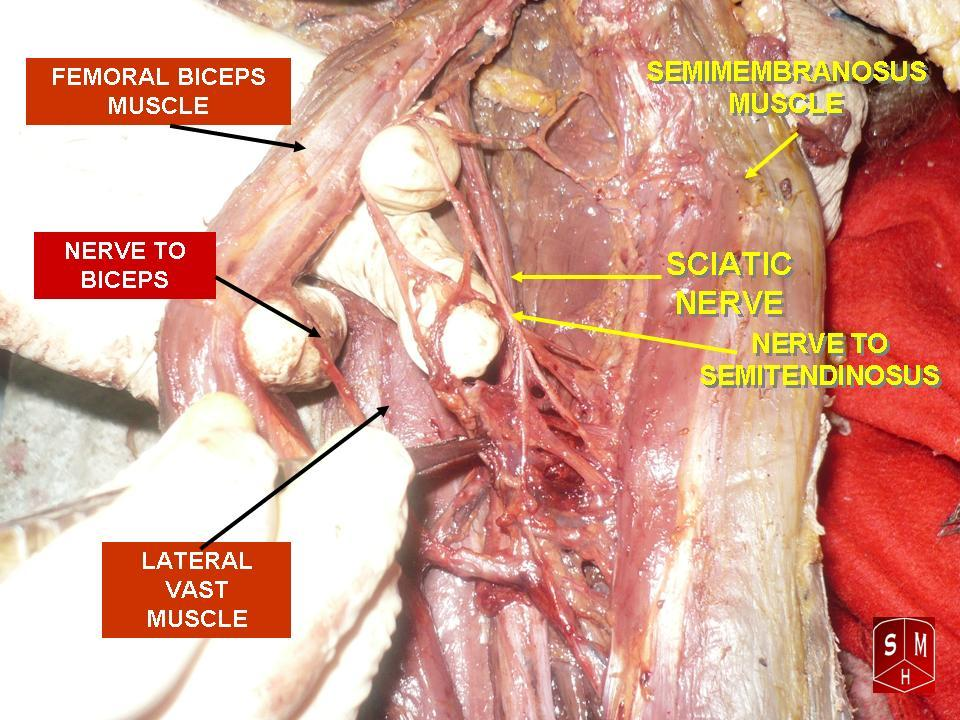
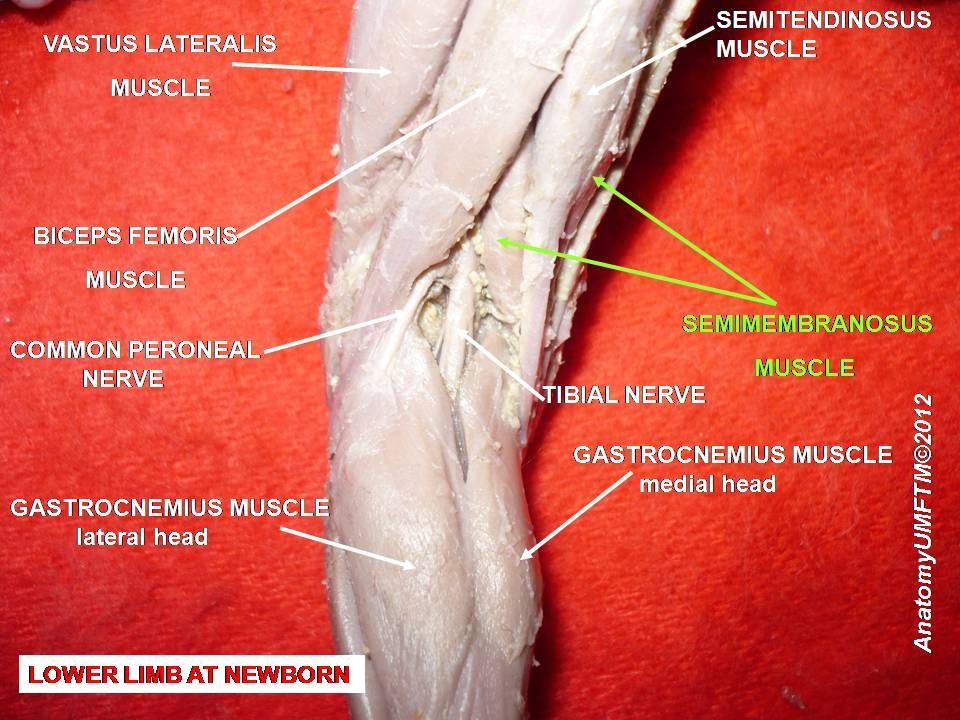
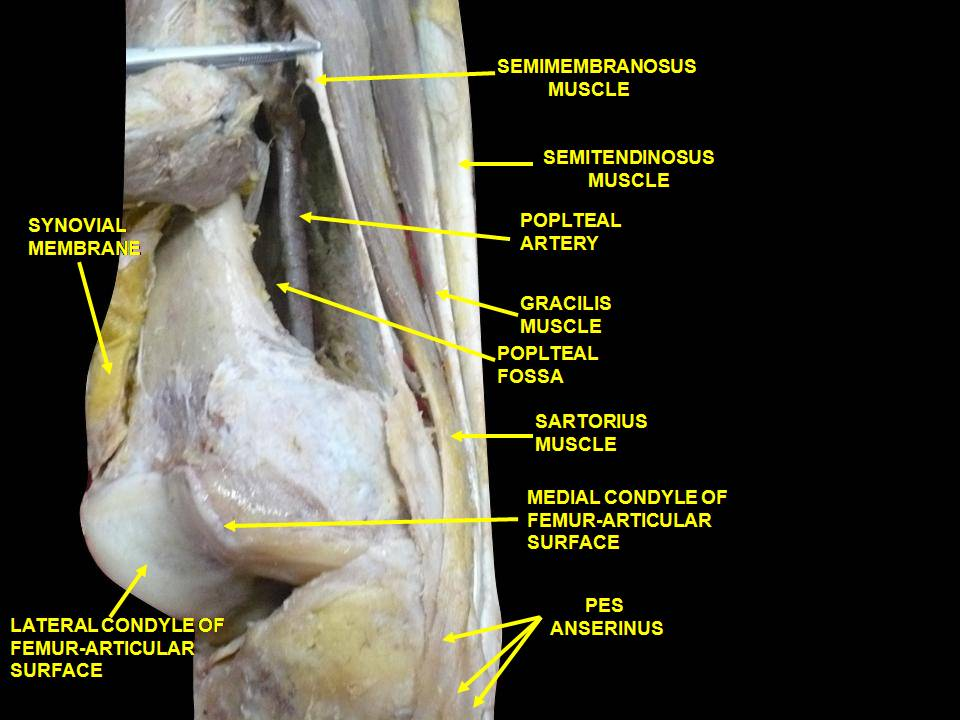
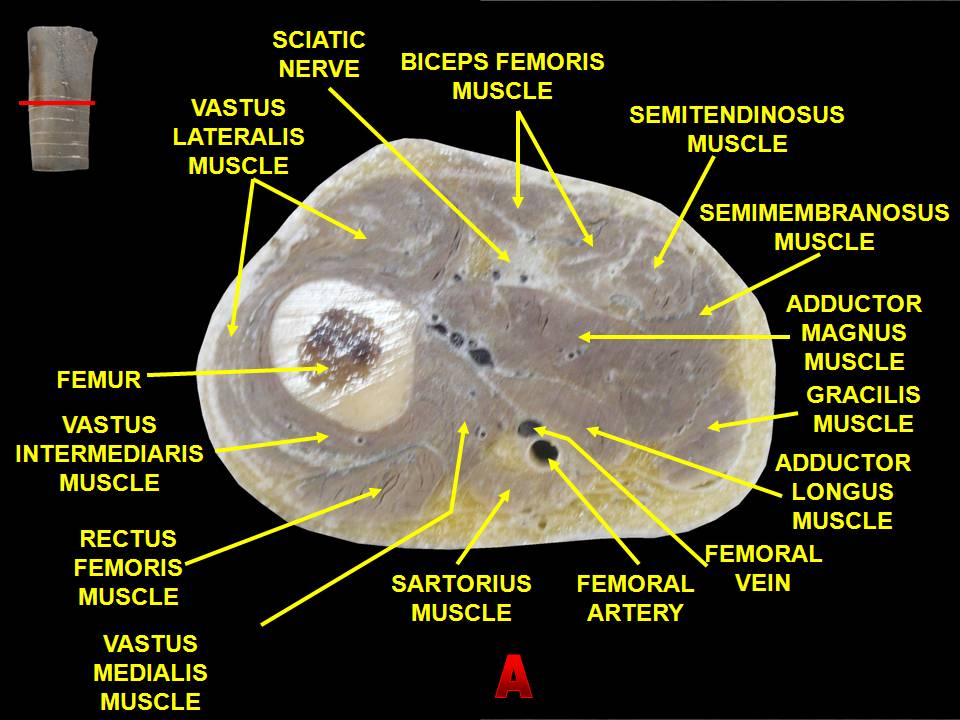
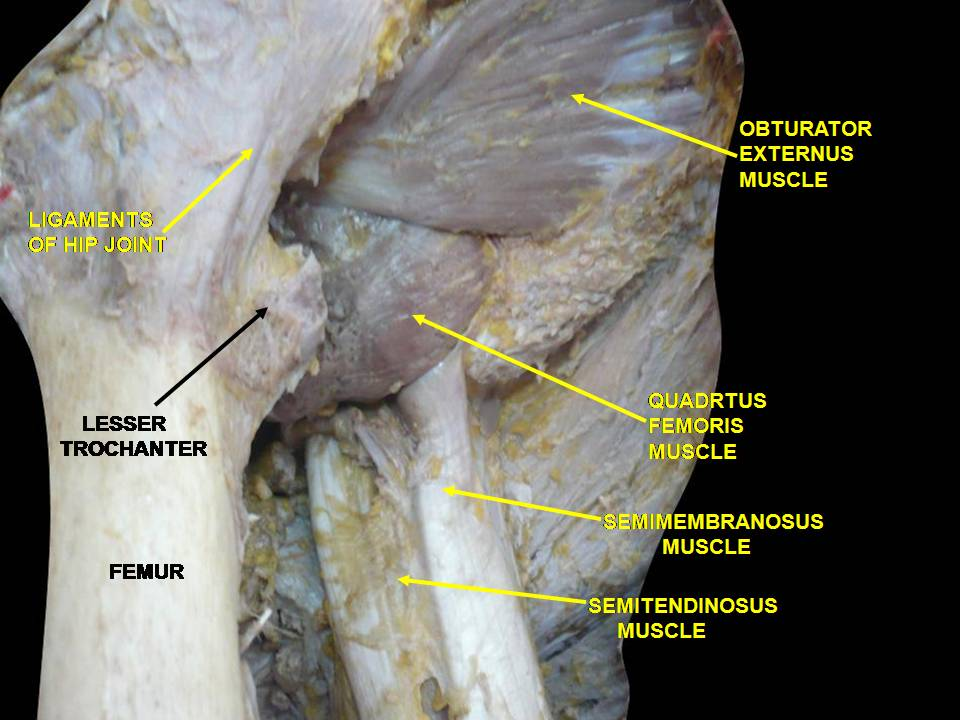